# Eocryphoeca
Genre
Eocryphoeca est un genre fossile d'araignées aranéomorphes de la famille des Hahniidae.

## Distribution
Les espèces de ce genre ont été découvertes dans de l'ambre de la Baltique en Russie, en Pologne et au Danemark et dans de l'ambre de Bitterfeld en Allemagne en Saxe-Anhalt. Elles datent du Paléogène.

## Liste des espèces
Selon World Spider Catalog (version 23.5, 2023) :
- † Eocryphoeca bitterfeldensis Wunderlich, 2004
- † Eocryphoeca duplex Wunderlich, 2022
- † Eocryphoeca electrina Wunderlich, 2004
- † Eocryphoeca falcata Wunderlich, 2004
- † Eocryphoeca gibbifera Wunderlich, 2004
- † Eocryphoeca gracilipes (C. L. Koch & Berendt, 1854)
- † Eocryphoeca ligula Wunderlich, 2004
- † Eocryphoeca mammilla Wunderlich, 2004
- † Eocryphoeca splendens Wunderlich, 2004

## Systématique et taxinomie
Ce genre a été décrit par Petrunkevitch en 1946 dans les Agelenidae. Il est placé dans les Hahniidae par Wunderlich en 2022.

## Publication originale
- Petrunkevitch, 1946 : « Fossil spiders in the collection of the American Museum of Natural History. » American Museum Novitates, no 1328, p. 1–36 (texte intégral).